# Janirella rotundifrons
Janirella rotundifrons is een pissebed uit de familie Janirellidae. De wetenschappelijke naam van de soort is voor het eerst geldig gepubliceerd in 1982 door Gamo.